# Kouadio Manucho
Fabrice Elysée Kouadio Kouakou, né le 3 septembre 1990 à Bouaké, est un footballeur ivoirien évoluant au poste d'attaquant au Club sportif sfaxien.

## Biographie
En 2014, il inscrit 30 buts dans le championnat d'Estonie, ce qui fait de lui le troisième meilleur buteur du championnat, derrière Evgeny Kabaev et Igor Subbotin.
En 2015, il participe à la Ligue des champions d'Afrique avec le club de l'USM Alger.
Lors de la saison 2015-2016, il inscrit dix buts en première division algérienne avec le club du RC Relizane.